# 阿伽索达蒙
阿伽索达蒙 (Agathodaímōn)是罗马帝国晚期埃及的一位炼金术士，仅通过中世纪炼金术文献中的片段为人所知，主要见于《无铭者》（Anepigraphos）一书中所引用的内容，人们认为他的著作大约来自公元3世纪。
他因对各种元素和矿物的描述而知名，尤其是他对一种炼银方法的记载，以及他所创造的一种物质的描述。他称这种物质为“烈性毒药”，根据他的描述，这种物质可能是三氧化二砷。
他描述这种“烈性毒药”是通过将某种矿物（很可能是雄黄或雌黄）与天然碱（天然碳酸钠）熔合后形成的，随后将其溶于水中，得到一种澄清溶液。他还写道，当他将一小块铜放入该溶液时，铜会变成深绿色。这进一步证明了他使用的是雄黄或雌黄，因为这两者都是含砷矿物，这种绿色正是当铜与三氧化二砷反应生成砷酸铜时会出现的颜色。
阿伽索达蒙的发现成为后世使用毒物的基础，因为砷及其相关物质在随后的几个世纪中经常被用作下毒和谋杀的手段。由于关于他的记载仅见于后人的文献中，他的存在可能是伪托的；但也有可能，由于炼金术在他生活的时期已开始衰落，他的大部分著作已经遗失。这些信息由景教徒收集后，最终传到了阿拉伯世界，在那里促进了炼金术的发展；“alchemy”（炼金术）一词本身即源于阿拉伯语，阿拉伯人也为西方炼金术的发展奠定了基础。